# Problem kosztów społecznych
„Problem kosztów społecznych” (ang. The Problem of Social Cost) to artykuł poświęcony problemowi ekonomicznemu efektów zewnętrznych z 1960 r., autorstwa Ronalda Coase’a, ówczesnego członka wydziału Uniwersytetu w Wirginii.
Efekty zewnętrzne to koszty lub korzyści, które wpływają na kogoś, kto nie poprosił o te koszty świadczeń. Oczywiście koszty prawne lub koszty postępowania sądowego często należą do tej kategorii. Prawo ma na celu uzasadnienie tych kosztów, czyniąc osobę, która jest „winna” odpowiedzialną za większość z nich.
Jednak ten podział kosztów nie zawsze jest ekonomicznie efektywny, co jest tezą artykułu. Zgodnie z twierdzeniem Coase’a koszty transakcji powinny zostać wyeliminowane. Coase’a twierdzi, że strony powinny dokonywać wzajemnych transakcji w celu podziału kosztów, co prowadzi do bardziej sprawiedliwego podziału niż pozwolenie sądom na rozstrzygnięcie.
Dokument Coase’a opiera się na szeregu angielskich spraw prawnych i statutach, aby zilustrować przekonanie, że przepisy prawne są uzasadnione jedynie przez odniesienie ich do analizy kosztów i korzyści. Gdyby koszty transakcji były wystarczająco niskie, przepisy prawne byłyby nieistotne dla maksymalizacji produkcji. Ponieważ w realnym świecie istnieją koszty negocjacji i gromadzenia informacji, zasady prawne są uzasadnione w zakresie ich zdolności do przydzielania praw najskuteczniejszemu posiadaczowi praw.
Wraz z wcześniejszym artykułem „The Nature of the Firm”, „Problem kosztów społecznych” został cytowany przez komitet Nobla, gdy Coase otrzymał Nagrodę Nobla w dziedzinie nauk ekonomicznych w 1991 roku. Artykuł jest fundamentalny dla dziedziny prawa i ekonomii, stał się on najczęściej cytowanym dziełem w całej nauce.

## Problem w praktyce
Coase kwestionuje tradycyjne ekonomiczne podejście do efektów zewnętrznych, znane również jako podejście Pigou. Podejście to wygląda mniej więcej tak: jeśli zanieczyszczenia fabryki powodują co roku 100 dolarów szkód, trzeba opodatkować ten proces na 100 dolarów, aż fabryka znajdzie sposób by wyeliminować skutki uboczne jej działalności w postaci produkcji zanieczyszczeń. Jeśli instalacja płuczki będzie kosztować 90 dolarów, fabryka zainstaluje płuczkę, aby zakończyć opodatkowanie. Coase twierdzi, że takie podejście jest poważnym problemem społecznym. Twierdzi, że jeśli X (fabryka) produkuje szkodliwe dla Y zanieczyszczenie (lokalna społeczność), to co roku X będzie płacić społeczności 100 dolarów, co pozwoli Y wzbogacać się na szkodzie X. Kara podatkowa każdego roku nie rozwiąże problemu.
Zamiast tego Coase proponuje alternatywne rozwiązanie. Wymaga to spojrzenia na to, co jest ekonomiczne dla każdego, co nie zawsze jest zgodne z prawem. Na przykład jeśli taniej jest płacić X za odejście (przeprowadzkę) Y, zamiast płacić 100 dolarów rocznie, Y powinien zostać przeniesiony gdzie indziej. Może to kosztować 40 dolarów, a nie 100 dolarów.
Celem znalezienia alternatywnego rozwiązania jest internalizacja, a nie eksternalizacja kosztów. Coase twierdzi, że jest to zawsze bardziej sprawiedliwe. Gdy strony uzgodnią między sobą, jakie jest najlepsze rozwiązanie, koszty są zazwyczaj bardzo niskie. Jednak gdy strony rozstrzygną sprawę sądownie, koszty gwałtownie rosną. Prawnicy muszą określić, kto ma jakie prawa, w jaki sposób mogą być egzekwowane, oraz cały szereg innych kwestii. Koszty internalizacji na początku są bardziej sprawiedliwe i wydajne dla wszystkich zaangażowanych.
Coase wyjaśnia problem, który polega na różnicy między kosztami społecznymi i prywatnymi. Sposób podziału tych kosztów jest często niesprawiedliwy. W powyższym przykładzie niezamierzonym kosztem społecznym (dla Y) jest zanieczyszczenie środowiska. Prawo zazwyczaj zmusza stronę winną do pokrycia tych kosztów. Coase sugeruje, że musimy zrobić całkowite porównanie korzyści płynących z działań zanieczyszczających ze skutkami ubocznymi jakie generują.
Coase twierdzi na przykład, że jeśli zanieczyszczenie niekorzystnie wpłynie na ryby w strumieniu, jesteśmy zmuszeni zdecydować, czy szkoda jest warta wyniku. Czy zanieczyszczanie strumienia i zabijanie ryb jest warte mocy generowanej przez fabrykę? Właśnie to musimy wziąć pod uwagę jako osoby prywatne, ponieważ prawo nie może odpowiedzieć na takie pytania.
Kolejny przykład, jakim posłużył się Coase dotyczy sprawy o nazwie Sturges v Bridgman, gdzie hałaśliwa fabryka słodyczy i cichy gabinet lekarski byli sąsiadami i poszli do sądu, aby rozstrzygnąć, kto powinien przenieść swoją działalność w inne miejsce. Coase’a stwierdził, że niezależnie od tego, czy sędzia orzeknie, że fabryka słodyczy będzie musiała zaprzestać używania swoich maszyn, albo tego czy lekarz będzie musiał pogodzić się z uciążliwym hałasem obie strony mogą zawrzeć korzystną dla nich umowę na temat tego, kto zmieni miejsce swojej działalności nie zmniejszając przy tym zysku z prowadzonej działalności.
Jednak wiele realokacji mających na celu maksymalizację dobrobytu jest często pomijanych ze względu na koszty transakcyjne związane z negocjacjami. Na przykład fabryka słodyczy może mieć wielu sąsiadów, którzy twierdzą, że jest ona „uciążliwa” – niektóre z tych twierdzeń są uzasadnione, a inne nie. Niektórzy sąsiedzi, którzy ponoszą szkodę, mogą próbować uzyskać nadmierne odszkodowanie.
Coase przyznaje, że czasem konieczne jest postępowanie sądowe. W takich okolicznościach prawnicy muszą zastanowić się, jak zminimalizować koszty, ponieważ są na to sposoby. Na przykład prawnicy mogą łączyć swoje firmy i zasoby, aby zneutralizować koszty, ograniczając tym samym straty ekonomiczne, które wyrządzają sobie nawzajem na rynku.
Ostatecznie zarówno sądy, jak i prawnicy powinni kierować się najbardziej efektywnym ekonomicznie rozwiązaniem. W złożonych sporach sądowych, które często wiążą się z wieloma odrębnymi roszczeniami, same koszty transakcji często powodują, że cały proces jest stratą czasu. Na przykład w przypadku uciążliwych roszczeń strony spierają się o prawa własności, zaniedbania i szkody oraz wiele innych problemów. Jest to długi, zawiły proces, po prostu dochodzący do tego samego rezultatu, do którego strony mogły dotrzeć same.
W przykładzie takim jak powyższy, jeśli sądy muszą zdecydować o wydaniu i podziale kosztów, powinny zawsze rozważyć, jakie jest ekonomiczne rozwiązanie. Często nie jest tak, jak mówi twarda litera prawa. Względy ekonomiczne i rynki zmieniają się, w przeciwieństwie do prawa, a sądy powinny być wystarczająco elastyczne, aby prawo działało na obecnym rynku.

### Podsumowanie
Według Coase’a odgórna regulacja prawna np. odnosząca się do sporu o nieprzyjemny zapach, jaki generuje zakład utylizujący śmieci, który jest położony nieopodal domu Kowalskiego nie jest jednak rozwiązaniem optymalnym. Coase preferuje negocjacje, w których strony mogą wypracować między sobą optymalne rozwiązanie. Np. strona, która jest źródłem efektów zewnętrznych może postarać się je ograniczyć, bądź pokrzywdzonej stronie wypłacać rekompensatę, ale nie w każdej sytuacji. W przypadku, gdy Kowalski wybudował dom pod zakładem utylizacji śmieci i mógł wiedzieć o nieprzyjemnych zapachach, jest sam sobie winien i tylko dobra wola zakładu może mu pomóc.

## Teoretyczne wyzwania
Guido Calabresi w swojej książce The Costs of Accident (1970) twierdzi, że nadal jest bardziej ekonomiczne pociąganie przedsiębiorstw do odpowiedzialności, które wytwarzają większe bogactwo.
W rzeczywistym świecie, gdzie ludzie nie mogą negocjować bez kosztów, mogą pojawić się problemy z działaniem zbiorowym tych, którzy spowodowali szkody, na przykład przez emisję dymu z fabryki do wielu sąsiednich gospodarstw rolnych, a więc wspólne spotkanie w celu skutecznego negocjowania może być trudne dla pojedynczego zanieczyszczającego z powodu problemów z koordynacją. Jeśli rolnikom opłaca się płacić fabryce za zmniejszenie emisji, niektórzy z tych rolników mogą wstrzymać się z płaceniem uczciwej części, mając nadzieję na darmowe skorzystanie z poprawy jakości środowiska. Fabryka może wiedzieć lepiej, jakie środki podjąć w celu zmniejszenia szkód i to ona może być najtańszym rozwiązaniem problemu, ilustrującym argument Coase’a.